# Église-Neuve-de-Vergt
Pour les articles homonymes, voir Église-Neuve, Égliseneuve et Vergt (homonymie).
Église-Neuve-de-Vergt est une commune française située dans le département de la Dordogne, en région Nouvelle-Aquitaine.

## Géographie

### Généralités
Incluse dans l'aire d'attraction de Périgueux, la commune d'Église-Neuve-de-Vergt est située en Périgord blanc au centre du département de la Dordogne.
Traversé par la route départementale (RD) 8, le bourg d'Église-Neuve-de-Vergt est situé, en distances orthodromiques, sept kilomètres au nord de Vergt et onze kilomètres au sud de Périgueux.
Le territoire communal est également desservi par la RD 44 qui rejoint la RD 8 quelques centaines de mètres à l'est du bourg.

### Communes limitrophes
Église-Neuve-de-Vergt n'est limitrophe que de trois autres communes, Chalagnac à l'ouest, Vergt au sud-ouest et la commune nouvelle de Sanilhac du sud-est jusqu'au nord-ouest.
|           |                       | Sanilhac |
| Chalagnac | Église-Neuve-de-Vergt |          |
| Vergt     |                       |          |

### Géologie et relief

#### Géologie
Situé sur la plaque nord du Bassin aquitain et bordé à son extrémité nord-est par une frange du Massif central, le département de la Dordogne présente une grande diversité géologique. Les terrains sont disposés en profondeur en strates régulières, témoins d'une sédimentation sur cette ancienne plate-forme marine. Le département peut ainsi être découpé sur le plan géologique en quatre gradins différenciés selon leur âge géologique. Église-Neuve-de-Vergt est située dans le troisième gradin à partir du nord-est, un plateau formé de calcaires hétérogènes du Crétacé.
Les couches affleurantes sur le territoire communal sont constituées de formations superficielles du Quaternaire et de roches sédimentaires datant pour certaines du Cénozoïque, et pour d'autres du Mésozoïque. La formation la plus ancienne, notée c5a(2), date du Campanien 1, des calcaires packstone à wackstone crayo-marneux gris blanchâtres à subalvéolines à silex gris ou noirs. La formation la plus récente, notée CFvs, fait partie des formations superficielles de type colluvions carbonatées de vallons secs : sable limoneux à débris calcaires et argile sableuse à débris. Le descriptif de ces couches est détaillé dans  les feuilles « no 782 - Mussidan » et « no 783 - Thenon » de la carte géologique au 1/50 000 de la France métropolitaine, et leurs notices associées,.

Carte géologique d'Église-Neuve-de-Vergt.

#### Relief et paysages
Le département de la Dordogne se présente comme un vaste plateau incliné du nord-est (491 m, à la forêt de Vieillecour dans le Nontronnais, à Saint-Pierre-de-Frugie) au sud-ouest (2 m à Lamothe-Montravel). L'altitude du territoire communal varie quant à elle entre 148 m à l'extrême  pointe nord de la commune, en limite de Notre-Dame-de-Sanilhac, et 247 ou 249 m au sud du territoire communal, au niveau du château d'eau situé en bordure du Bois Laubart.
Dans le cadre de la Convention européenne du paysage entrée en vigueur en France le 1er juillet 2006, renforcée par la loi du 8 août 2016 pour la reconquête de la biodiversité, de la nature et des paysages, un atlas des paysages de la Dordogne a été élaboré sous maîtrise d’ouvrage de l’État et publié en octobre 2020. Les paysages du département s'organisent en huit unités paysagères et 14 sous-unités. La commune fait partie du Périgord central, un paysage vallonné, aux horizons limités par de nombreux bois, plus ou moins denses, parsemés de prairies et de petits champs.
La superficie cadastrale de la commune publiée par l'Insee, qui sert de référence dans toutes les statistiques, est de 7,43 km2,,. La superficie géographique, issue de la BD Topo, composante du Référentiel à grande échelle produit par l'IGN, est quant à elle de 7,72 km2.

### Hydrographie

#### Réseau hydrographique

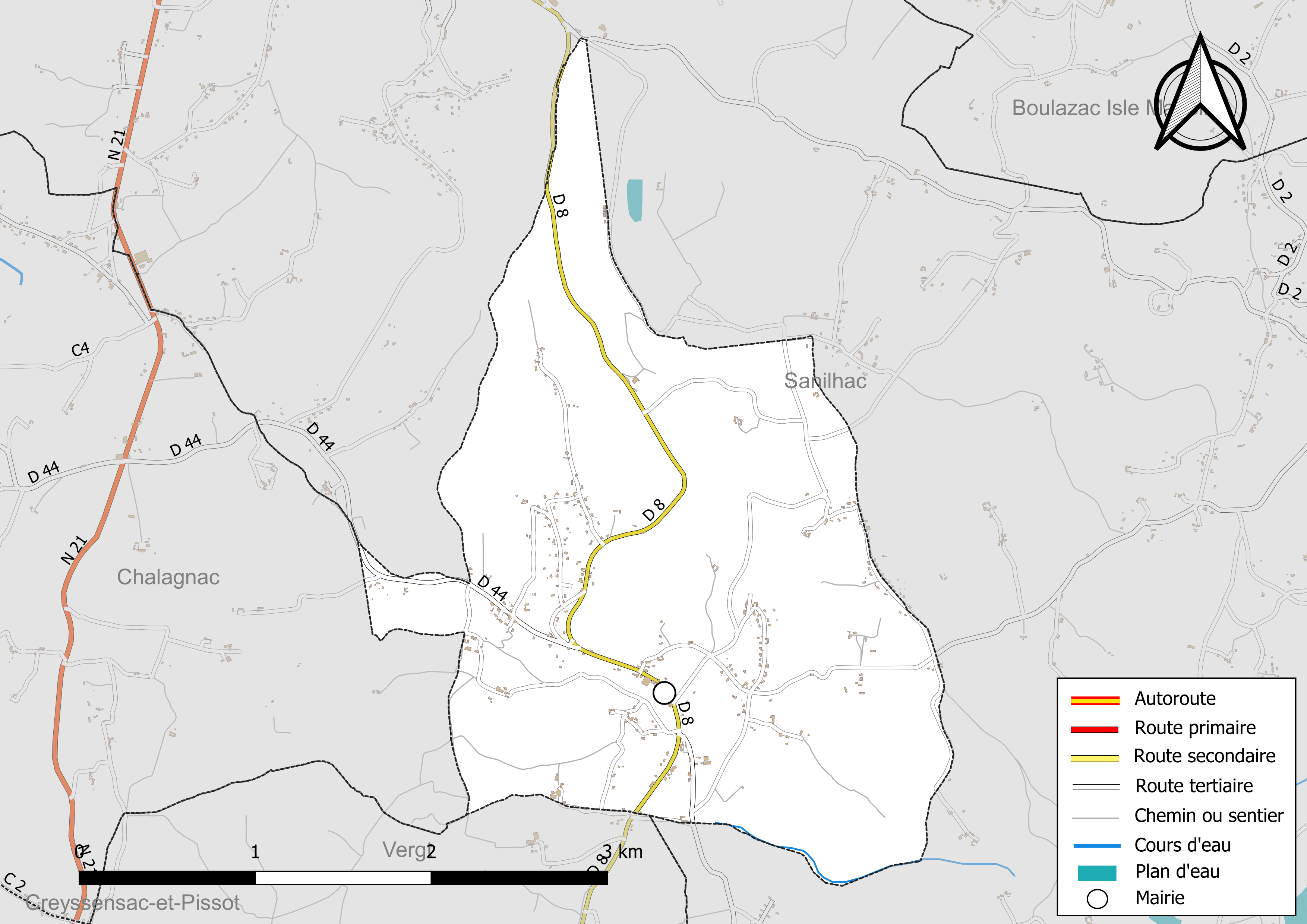
Réseaux hydrographique et routier d'Église-Neuve-de-Vergt.

La commune est située dans le bassin de la Dordogne au sein du Bassin Adour-Garonne. Son réseau hydrographique se résume à un unique petit cours d'eau endoréique qui borde la commune au sud-est sur 300 mètres,.

#### Gestion et qualité des eaux
Le territoire communal est couvert par le schéma d'aménagement et de gestion des eaux (SAGE) « Isle - Dronne ». Ce document de planification, dont le territoire regroupe les bassins versants de l'Isle et de la Dronne, d'une superficie de 7 500 km2, a été approuvé le 2 août 2021. La structure porteuse de l'élaboration et de la mise en œuvre est l'établissement public territorial de bassin de la Dordogne (EPIDOR). Il définit sur son territoire les objectifs généraux d’utilisation, de mise en valeur et de protection quantitative et qualitative des ressources en eau superficielle et souterraine, en respect des objectifs de qualité définis dans le troisième SDAGE  du Bassin Adour-Garonne qui couvre la période 2022-2027, approuvé le 10 mars 2022.
La qualité des eaux de baignade et des cours d’eau peut être consultée sur un site dédié géré par les agences de l’eau et l’Agence française pour la biodiversité.

### Climat
Pour des articles plus généraux, voir Climat de la Nouvelle-Aquitaine et Climat de la Dordogne.
En 2010, le climat de la commune est de type climat océanique altéré, selon une étude s'appuyant sur une série de données couvrant la période 1971-2000. En 2020, Météo-France publie une typologie des climats de la France métropolitaine dans laquelle la commune est toujours exposée à un climat océanique altéré et est dans la région climatique  Aquitaine, Gascogne, caractérisée par une pluviométrie abondante au printemps, modérée en automne, un faible ensoleillement au printemps, un été chaud (19,5 °C), des vents faibles, des brouillards fréquents en automne et en hiver et des orages fréquents en été (15 à 20 jours).
Pour la période 1971-2000, la température annuelle moyenne est de 12,1 °C, avec  une amplitude thermique annuelle de 14,9 °C. Le cumul annuel moyen de précipitations est de 943 mm, avec 12,4 jours de précipitations en janvier et 7,1 jours en juillet. Pour la période 1991-2020, la température moyenne annuelle observée sur la station météorologique la plus proche, située sur la commune de Coulounieix-Chamiers à 12 km à vol d'oiseau, est de 13,1 °C et le cumul annuel moyen de précipitations est de 912,2 mm,. Pour l'avenir, les paramètres climatiques de la commune estimés pour 2050 selon différents scénarios d’émission de gaz à effet de serre sont consultables sur un site dédié publié par Météo-France en novembre 2022.

## Urbanisme

### Typologie
Au 1er janvier 2024, Église-Neuve-de-Vergt est catégorisée commune rurale à habitat dispersé, selon la nouvelle grille communale de densité à 7 niveaux définie par l'Insee en 2022.
Elle est située hors unité urbaine. Par ailleurs la commune fait partie de l'aire d'attraction de Périgueux, dont elle est une commune de la couronne,. Cette aire, qui regroupe 49 communes, est catégorisée dans les aires de 50 000 à moins de 200 000 habitants,.

### Occupation des sols
L'occupation des sols de la commune, telle qu'elle ressort de la base de données européenne d’occupation biophysique des sols Corine Land Cover (CLC), est marquée par l'importance des forêts et milieux semi-naturels (55,7 % en 2018), en diminution par rapport à 1990 (57,8 %). La répartition détaillée en 2018 est la suivante : 
forêts (54,1 %), zones agricoles hétérogènes (27 %), prairies (12,1 %), zones urbanisées (5,1 %), milieux à végétation arbustive et/ou herbacée (1,5 %), cultures permanentes (0,2 %). L'évolution de l’occupation des sols de la commune et de ses infrastructures peut être observée sur les différentes représentations cartographiques du territoire : la carte de Cassini (XVIIIe siècle), la carte d'état-major (1820-1866) et les cartes ou photos aériennes de l'IGN pour la période actuelle (1950 à aujourd'hui).

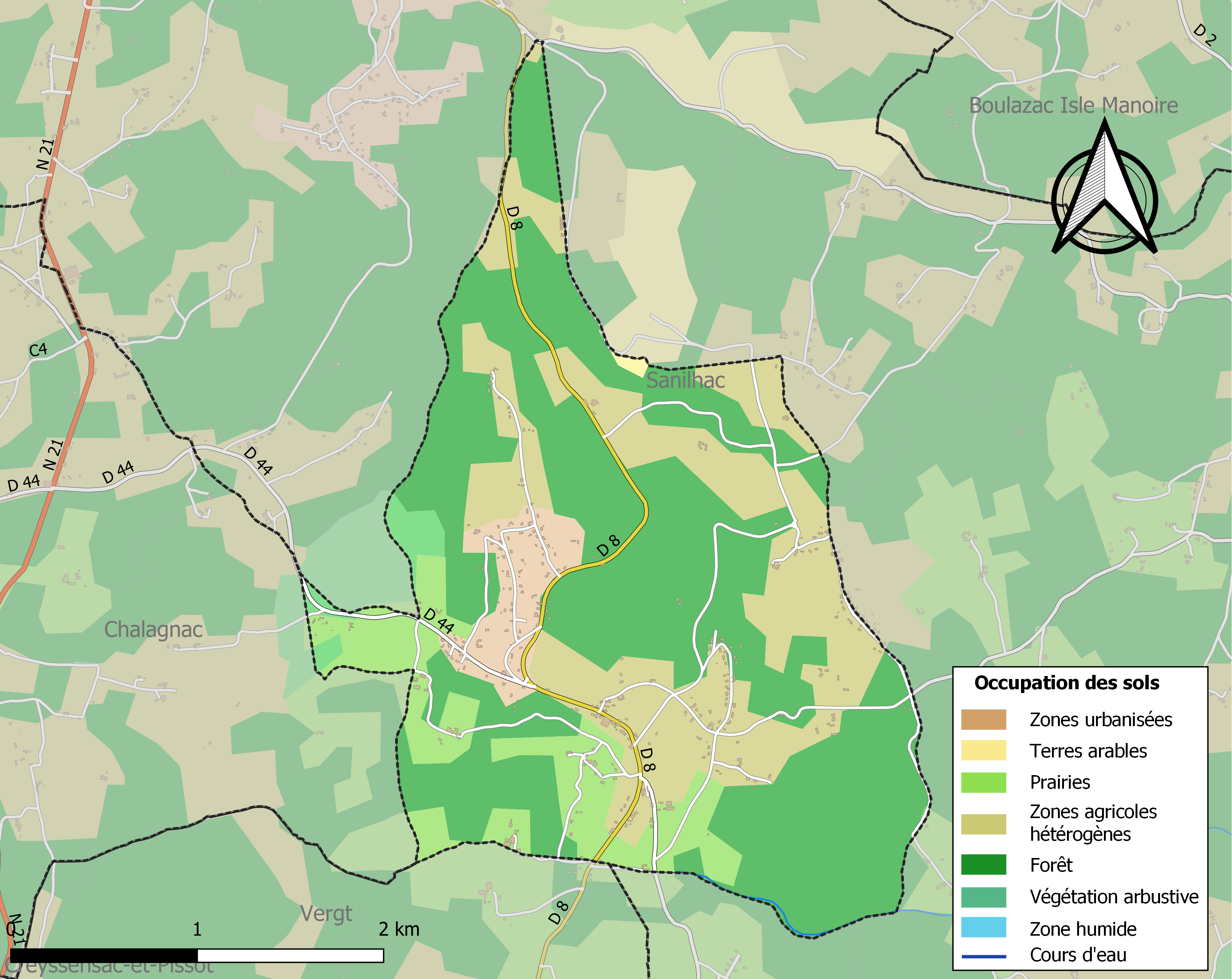
Carte des infrastructures et de l'occupation des sols de la commune en 2018 (CLC).

### Villages, hameaux et lieux-dits
Outre le bourg d'Église-Neuve-de-Vergt proprement dit, le territoire se compose d'autres villages ou hameaux, ainsi que de lieux-dits :
- la Berthomarie
- les Bitours
- Bois Laubart
- le Bost
- la Brugère
- les Bruges
- les Combes
- les Danis
- les Doignes
- les Écuries
- la Fayardie
- Fitvieille
- la Juillerie
- Lafon
- Maurinas
- les Molles
- la Papussonne
- la Parélie
- Puybellier
- la Rabe
- la Rafinie
- la Sou
- la Tenancie.

### Prévention des risques
Le territoire de la commune d'Église-Neuve-de-Vergt est vulnérable à différents aléas naturels : météorologiques (tempête, orage, neige, grand froid, canicule ou sécheresse), feux de forêts, mouvements de terrains et séisme (sismicité très faible). Un site publié par le BRGM permet d'évaluer simplement et rapidement les risques d'un bien localisé soit par son adresse soit par le numéro de sa parcelle.
Église-Neuve-de-Vergt est exposée au risque de feu de forêt. L’arrêté préfectoral du 14 mars 2013 fixe les conditions de pratique des incinérations et de brûlage dans un objectif de réduire le risque de départs d’incendie. À ce titre, des périodes sont déterminées : interdiction totale du 15 février au 15 mai et du 15 juin au 15 octobre, utilisation réglementée du 16 mai au 14 juin et du 16 octobre au 14 février. En septembre 2020, un plan inter-départemental de protection des forêts contre les incendies (PidPFCI) a été adopté pour la période 2019-2029,.

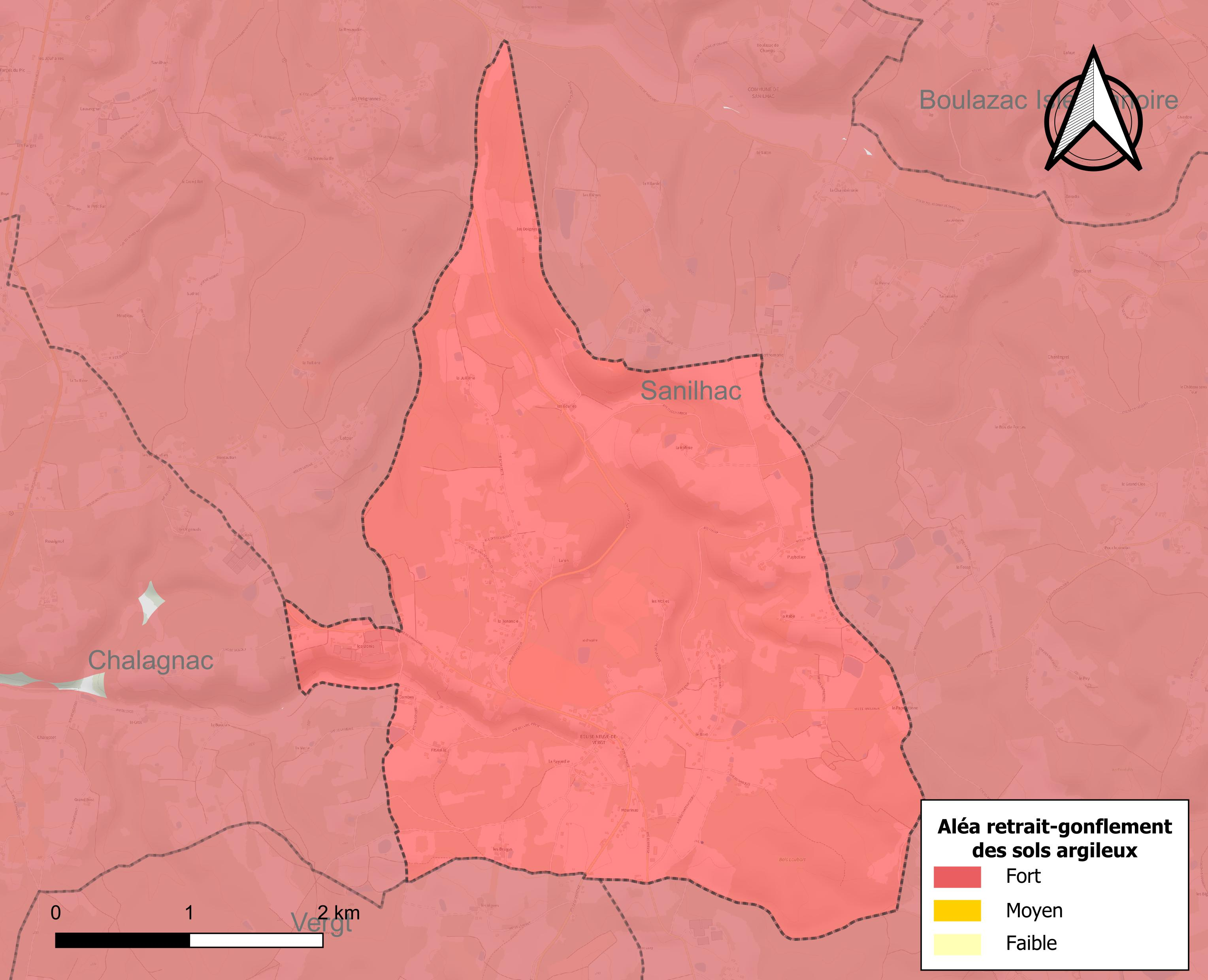
Carte des zones d'aléa retrait-gonflement des sols argileux d'Église-Neuve-de-Vergt.

Les mouvements de terrains susceptibles de se produire sur la commune sont des tassements différentiels. Le retrait-gonflement des sols argileux est susceptible d'engendrer des dommages importants aux bâtiments en cas d’alternance de périodes de sécheresse et de pluie. La totalité de la commune est en aléa moyen ou fort (58,6 % au niveau départemental et 48,5 % au niveau national métropolitain). Depuis le 1er octobre 2020, en application de la loi ÉLAN, différentes contraintes s'imposent aux vendeurs, maîtres d'ouvrages ou constructeurs de biens situés dans une zone classée en aléa moyen ou fort,.
La commune a été reconnue en état de catastrophe naturelle au titre des dommages causés par les inondations et coulées de boue survenues en 1982, 1983 et 1999, par la sécheresse en 1989, 1991, 1992, 1997, 2005 et 2011 et par des mouvements de terrain en 1999.

## Toponymie
En occitan, la commune porte le nom de Gleisa Nueva de Vern.

## Histoire
Le nom d'Église neuve est mentionné dès 1346 sous la forme latine « Ecclesia Nova d'Uschel ».

## Politique et administration

### Intercommunalité
Fin 2001, Église-Neuve-de-Vergt intègre dès sa création la communauté de communes du Pays vernois. Celle-ci est dissoute le 31 décembre 2013 et remplacée au 1er janvier 2014 par la communauté de communes du Pays vernois et du terroir de la truffe. Elle est elle-même dissoute le 31 décembre 2016 et ses communes sont intégrées à la communauté d'agglomération Le Grand Périgueux le 1er janvier 2017.

### Administration municipale
La population de la commune étant comprise entre 500 et 1 499 habitants au recensement de 2017, quinze conseillers municipaux ont été élus en 2020,.

### Liste des maires

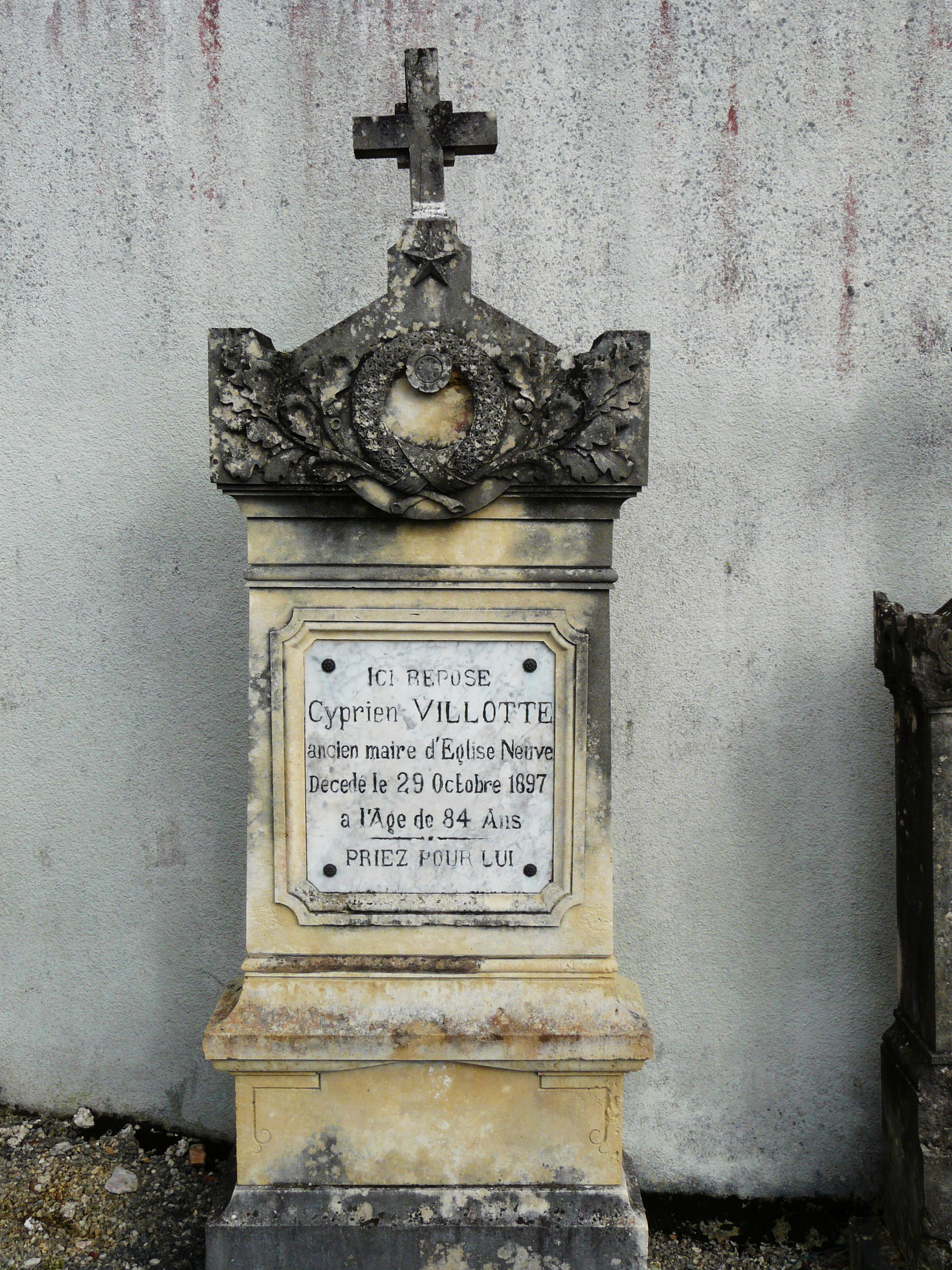
Tombe de Cyprien Villotte, ancien maire.

| Période                                  | Période         | Identité         | Étiquette  | Qualité |
| ---------------------------------------- | --------------- | ---------------- | ---------- | --- |
| Les données manquantes sont à compléter. |                 |                  |            | |
|                                          |                 |                  |            | |
| ?                                        | septembre 1840  | Chastanet        |            | |
| septembre 1840                           | août 1845       | Villotte         |            | |
| août 1845                                | septembre 1852  | Jean Chastanet   |            | |
| septembre 1852                           | ?               | Eugène Gibiat    |            | |
| ?                                        | août 1860       | Chastanet        |            | Adjoint faisant fonctions de maire                                                                                                |
| août 1860                                | (1861 ou après) | Arnoul Mourgnac  |            | Adjoint faisant fonctions de maire                                                                                                |
| ?                                        | ?               | ?                |            | |
|                                          |                 | Cyprien Conil    |            | |
| décembre 1919                            | (1942 ou après) | Fernand Chantal  |            | |
| ?                                        | ?               | ?                |            | |
| ?                                        | 1954            | Jean Vergnaud    |            | |
| 1954                                     | avril 1954      | Marcel Chaverou  |            | Adjoint faisant fonctions de maire                                                                                                |
| avril 1954                               | mars 1959       | Pierre Chantal   |            | |
| mars 1959                                | mars 1971       | Jean Puech       |            | |
| mars 1971                                | avril 1979      | Maxime Chantal   |            | |
| mai 1979                                 | mars 2001       | Michel Ribette   | PCF        | |
| mars 2001                                | mars 2008       | Michel Combelair |            | Exploitant aagricole |
| mars 2008 (réélu en mai 2020)            | En cours        | Thierry Nardou   | SE puis PS | Cadre territorial Président de la CC du Pays vernois et du terroir de la truffe (2014-2016), Conseiller départemental (2015-2021) |

### Jumelages
Les communes du Pays vernois sont jumelées avec la ville canadienne de Saint-Jacques de Montcalm depuis 1996.

### Politique environnementale
Dans son palmarès 2024, le Conseil national de villes et villages fleuris de France a attribué une fleur à la commune.

## Équipements et services publics

### Justice
Dans le domaine judiciaire, Église-Neuve-de-Vergt relève : 
- du tribunal judiciaire, du tribunal pour enfants, du conseil de prud'hommes et du tribunal de commerce de Périgueux ;
- du pôle Nationalité du tribunal judiciaire de Périgueux (compétent uniquement dans le domaine de la nationalité) ;
- de la cour d'appel, du tribunal administratif et de la  cour administrative d'appel de Bordeaux.

## Population et société

### Démographie
L'évolution du nombre d'habitants est connue à travers les recensements de la population effectués dans la commune depuis 1793. Pour les communes de moins de 10 000 habitants, une enquête de recensement portant sur toute la population est réalisée tous les cinq ans, les populations de référence des années intermédiaires étant quant à elles estimées par interpolation ou extrapolation. Pour la commune, le premier recensement exhaustif entrant dans le cadre du nouveau dispositif a été réalisé en 2004.

En 2022, la commune comptait 583 habitants, en évolution de +6,78 % par rapport à 2016 (Dordogne : +0,37 %, France hors Mayotte : +2,11 %).
| 1793 | 1800 | 1806 | 1821 | 1831 | 1836 | 1841 | 1846 | 1851 |
| ---- | ---- | ---- | ---- | ---- | ---- | ---- | ---- | ---- |
| 252  | 213  | 252  | 241  | 308  | 314  | 308  | 319  | 286  |

| 1856 | 1861 | 1866 | 1872 | 1876 | 1881 | 1886 | 1891 | 1896 |
| ---- | ---- | ---- | ---- | ---- | ---- | ---- | ---- | ---- |
| 294  | 496  | 282  | 302  | 314  | 338  | 310  | 303  | 294  |

| 1901 | 1906 | 1911 | 1921 | 1926 | 1931 | 1936 | 1946 | 1954 |
| ---- | ---- | ---- | ---- | ---- | ---- | ---- | ---- | ---- |
| 301  | 319  | 280  | 282  | 258  | 240  | 218  | 263  | 221  |

| 1962 | 1968 | 1975 | 1982 | 1990 | 1999 | 2004 | 2006 | 2009 |
| ---- | ---- | ---- | ---- | ---- | ---- | ---- | ---- | ---- |
| 217  | 250  | 272  | 272  | 307  | 326  | 333  | 333  | 428  |

| 2014 | 2019 | 2022 | - | - | - | - | - | - |
| ---- | ---- | ---- | - | - | - | - | - | - |
| 515  | 563  | 583  | - | - | - | - | - | - |

## Économie

### Emploi
En 2015, parmi la population communale comprise entre 15 et 64 ans, les actifs représentent 268 personnes, soit 49,5 % de la population municipale. Le nombre de chômeurs (dix-sept) a augmenté par rapport à 2010 (neuf) et le taux de chômage de cette population active s'établit à 6,2 %.

### Établissements
Au 31 décembre 2015, la commune compte quarante-huit établissements, dont vingt au niveau des commerces, transports ou services, onze dans la construction, neuf dans l'agriculture, la sylviculture ou la pêche, cinq relatifs au secteur administratif, à l'enseignement, à la santé ou à l'action sociale, et trois dans l'industrie.

## Culture locale et patrimoine

### Lieux et monuments
- Église Saint-Barthélemy du XIXe siècle, dont l'intérieur a été rénové en 2008. Elle renferme des vitraux : dont saint Yves (sant Erwan) par l'artiste breton Xavier de Langlais en 1944, de Saint Corentin (sant Kaourintin) d'Édouard Mahé, peintre breton, réalisés par le verrier d'art Job Guevel, à Pont-Aven ; ils furent posés en 1946. Présence également d'un vitrail représentant saint Cyprien.
- Maison bourgeoise à côté de l'église.

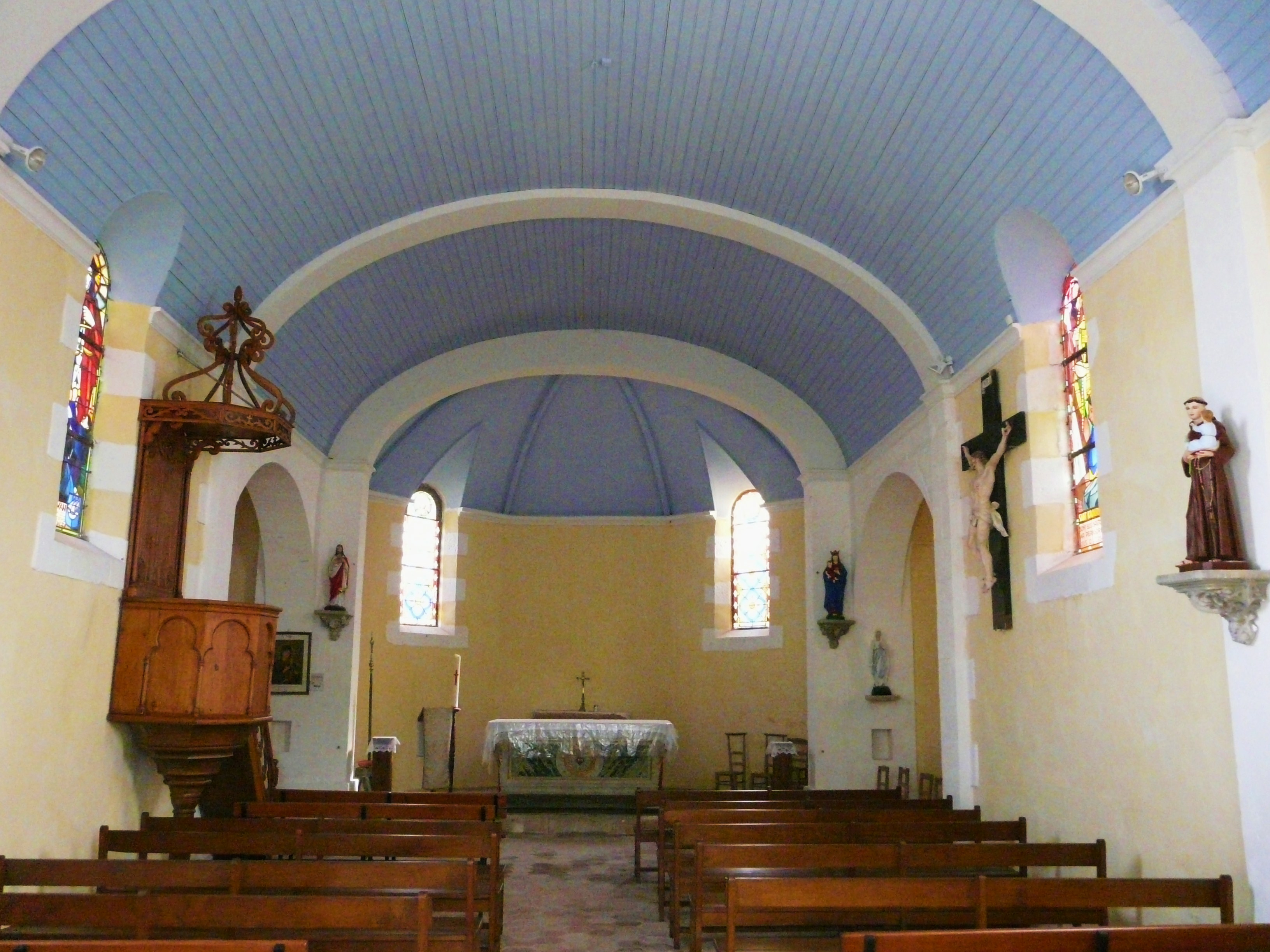
La nef de l'église.
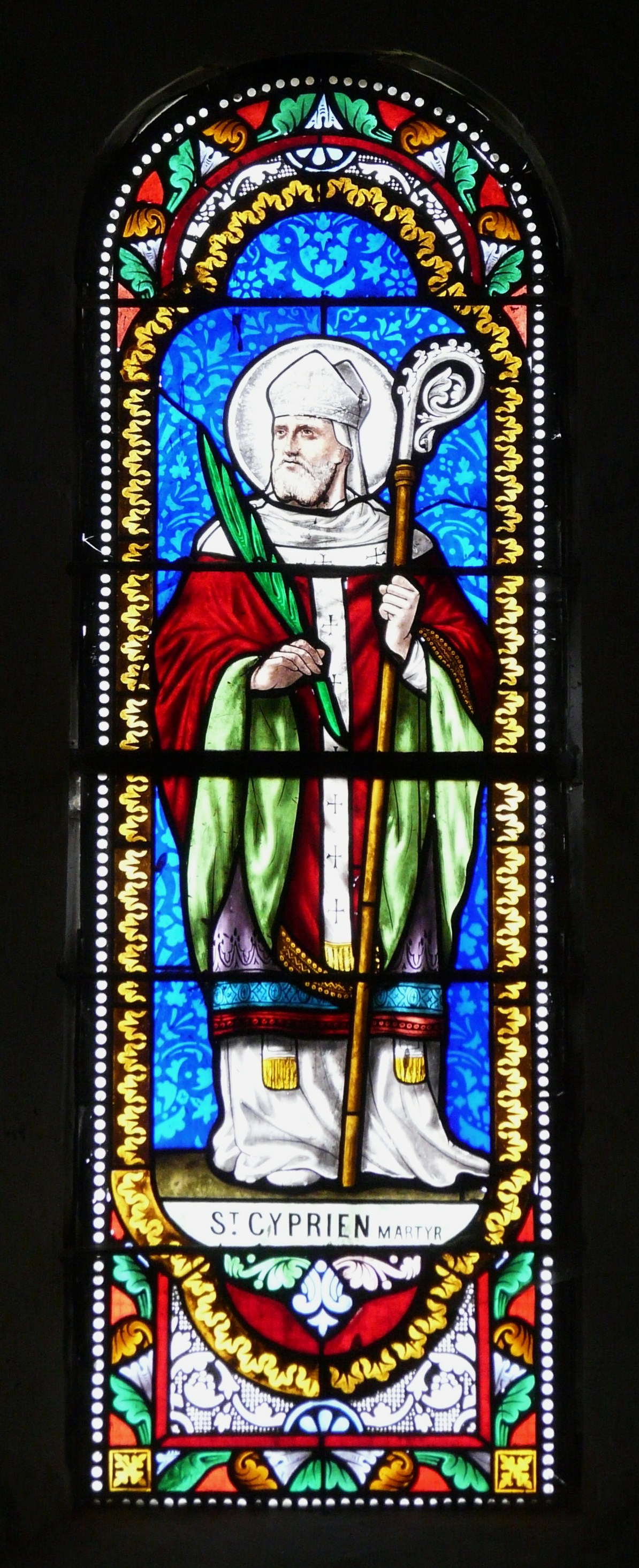
Vitrail représentant saint Cyprien, martyr.
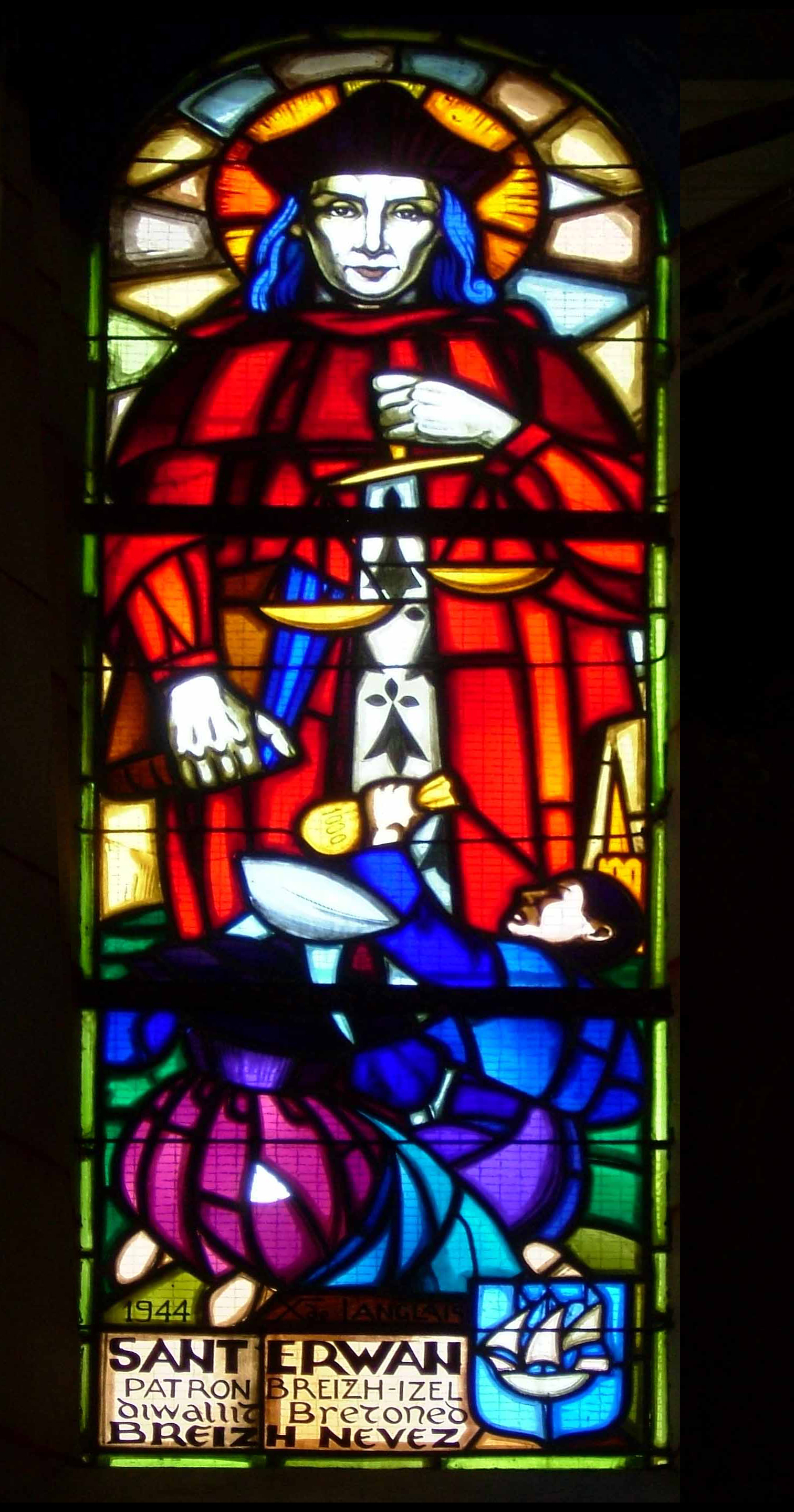
Vitrail de Xavier de Langlais représentant saint Erwan.
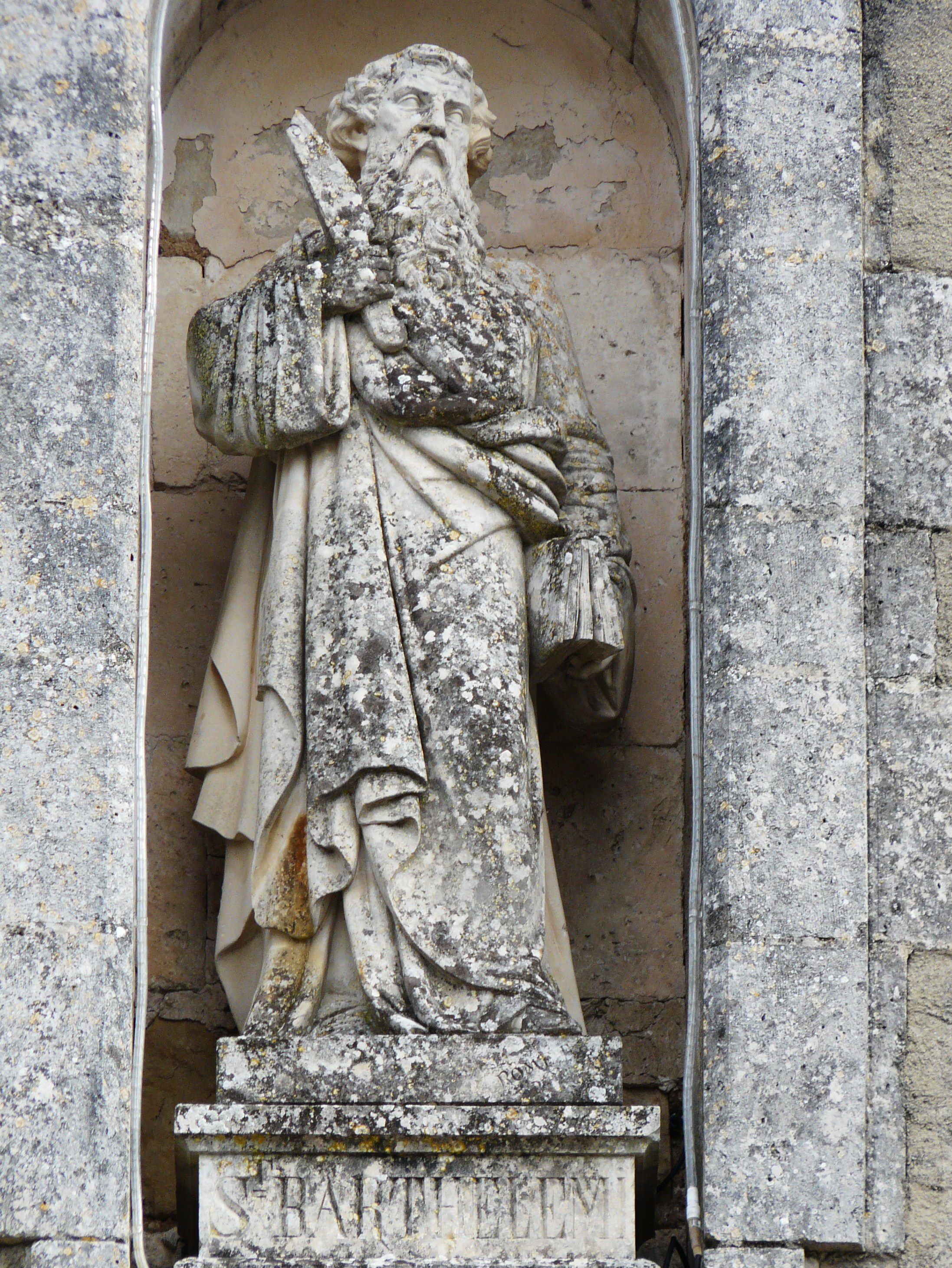
Statue représentant saint Barthélemy, patron de la paroisse.
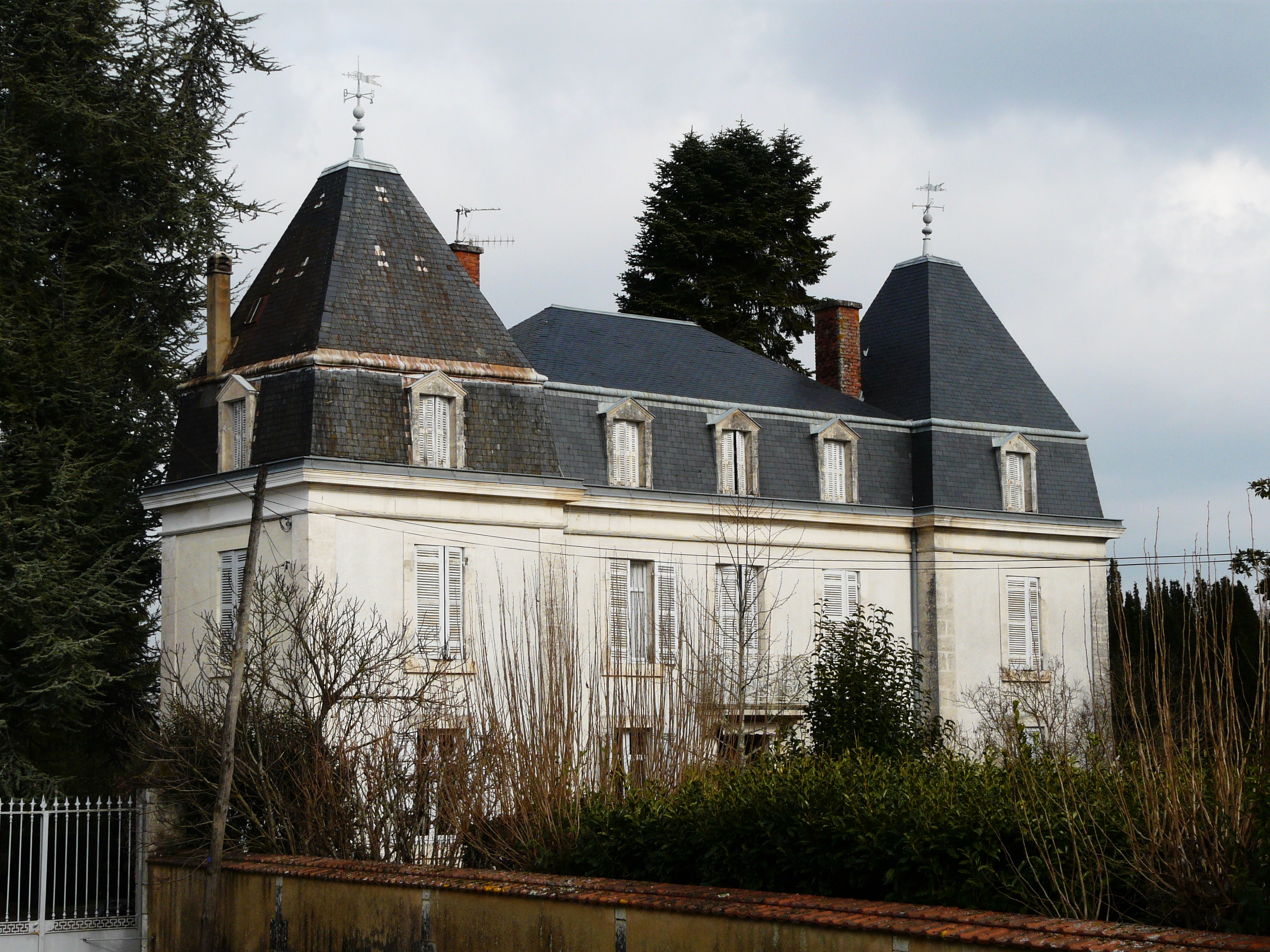
Maison bourgeoise à côté de l'église.

## Pour approfondir